# Friends (dal)
A Friends a The Beach Boys dala, amely kislemezen is megjelent 1968-ban, B-oldalán a „Little Bird” című dallal. A Friends című album vezető kislemeze volt. Szerzői Brian Wilson, Dennis Wilson, Carl Wilson és Alan Jardine voltak. A dal szólóvokálját Carl énekli.
Egy interjúban Brian Wilson a kedvenc dalának nevezte a dalt az albumról. Egy másik interjúban így nyilatkozott a dalról: „A Friends egy nagyszerű dal. Bár sok volt benne a humor, és úgy gondolom, hogy a dalaimnak nincs olyan nagy humora, de a Friends-nek sok humora van. Én pont ezért szeretem.” Bruce Johnston, aki egyébként nem nagyon rajongott a Friends albumért, fantasztikusnak nevezte az albumot, és dicsérte a dal basszusjátékát.
A dal 1968. április 8-án jelent meg kislemezen, és kereskedelmi szempontból eléggé alulteljesített. Az Egyesült Államokban csak a 47. helyezést érte el, ezzel az 1964-es „The Man with All the Toys” óta ez volt az első kislemez, ami nem jutott be a top 40-be. Az Egyesült Királyságban a 25. helyen szerepelt.